# Megalotocepheus mahunkarum
Megalotocepheus mahunkarum är en kvalsterart som beskrevs av J. och P. Balogh 2002. Megalotocepheus mahunkarum ingår i släktet Megalotocepheus och familjen Otocepheidae. Inga underarter finns listade i Catalogue of Life.